# Fritz Hommel

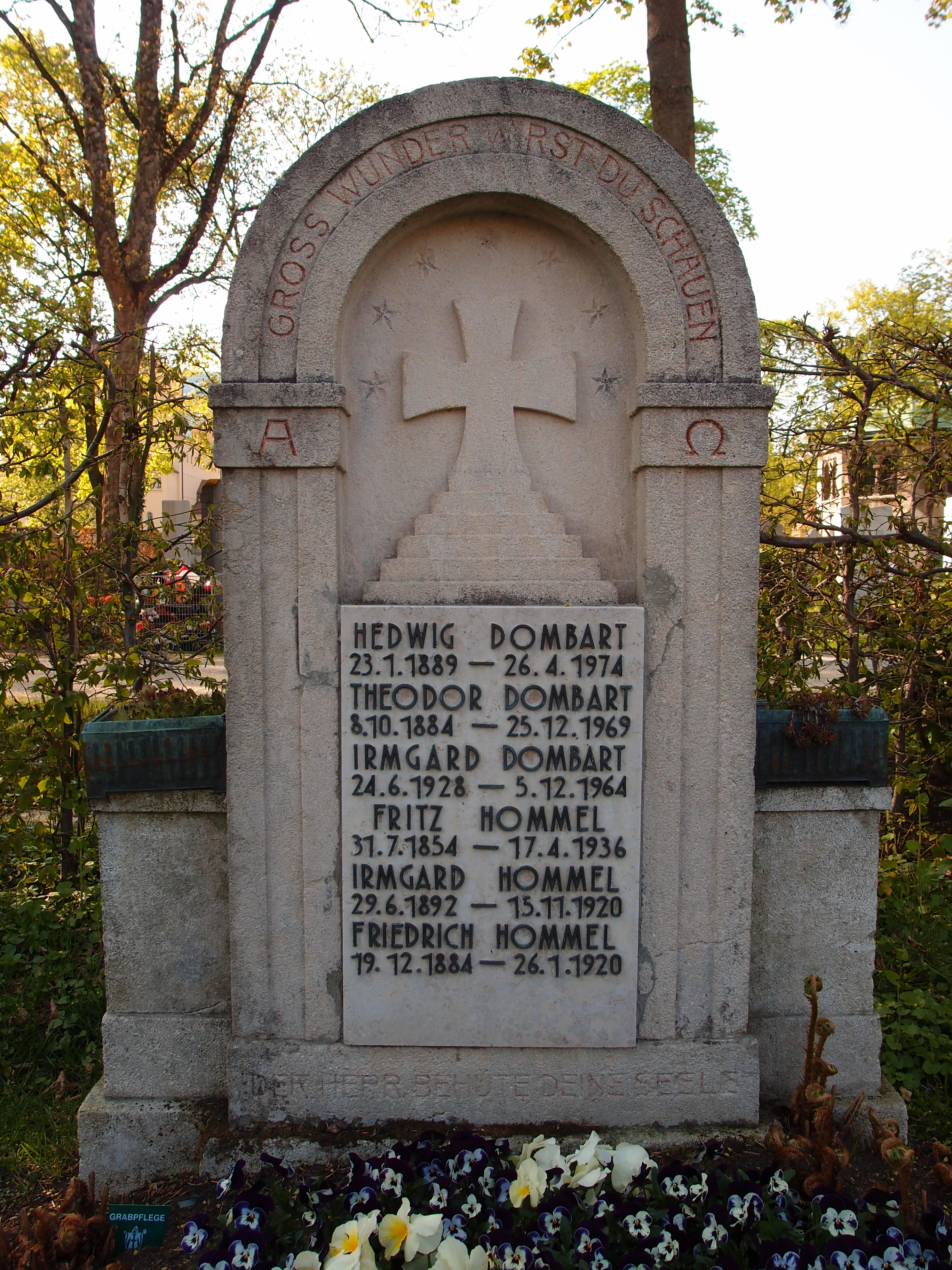
Grab von Fritz Hommel auf dem Münchner Nordfriedhof

Fritz Hommel (* 31. Juli 1854 in Ansbach; † 17. April 1936 in München) war ein deutscher Orientalist.

## Leben
Fitz Hommel wurde als Sohn des Hymnologen und Liturgikers Friedrich Hommel (1813–1892) geboren. Hommel war Schüler von Friedrich Delitzsch, studierte in Leipzig und habilitierte sich 1877 in München, wo er 1885 außerordentlicher und 1892 ordentlicher Professor für semitische Sprachen wurde. Er lehrte in München fast ein halbes Jahrhundert und bildete viele Schüler aus. Zu seinen Schülern gehörten unter anderem Adam Falkenstein, Muhammad Iqbal und Gershom Scholem. Als Student wurde er 1872 Mitglied der christlichen Studentenverbindung Leipziger Wingolf und als Professor 1898 Mitglied des Münchener Wingolf.
Er interessierte sich neben den linguistischen Problemen auch für die Geschichte Vorderasiens und ihr Zusammenwirken mit Kultur und Geistesleben der Nachbarn, beispielsweise im alten Ägypten. Sein Hauptwerk war der Grundriss der Geographie und Geschichte des Alten Orients (1904), das 1926 von Iwan von Müller und Walter F. Otto unter dem Titel Ethnologie und Geographie des Alten Orients erneut herausgegeben wurde. Gegen Ende seines Lebens beschäftigte er sich mit der Geschichte des Münchener Künstlerviertels Schwabing, wo er auch seine Wohnung hatte.
Sein Sohn war der klassische Philologe Hildebrecht Hommel (1899–1996).

## Würdigung

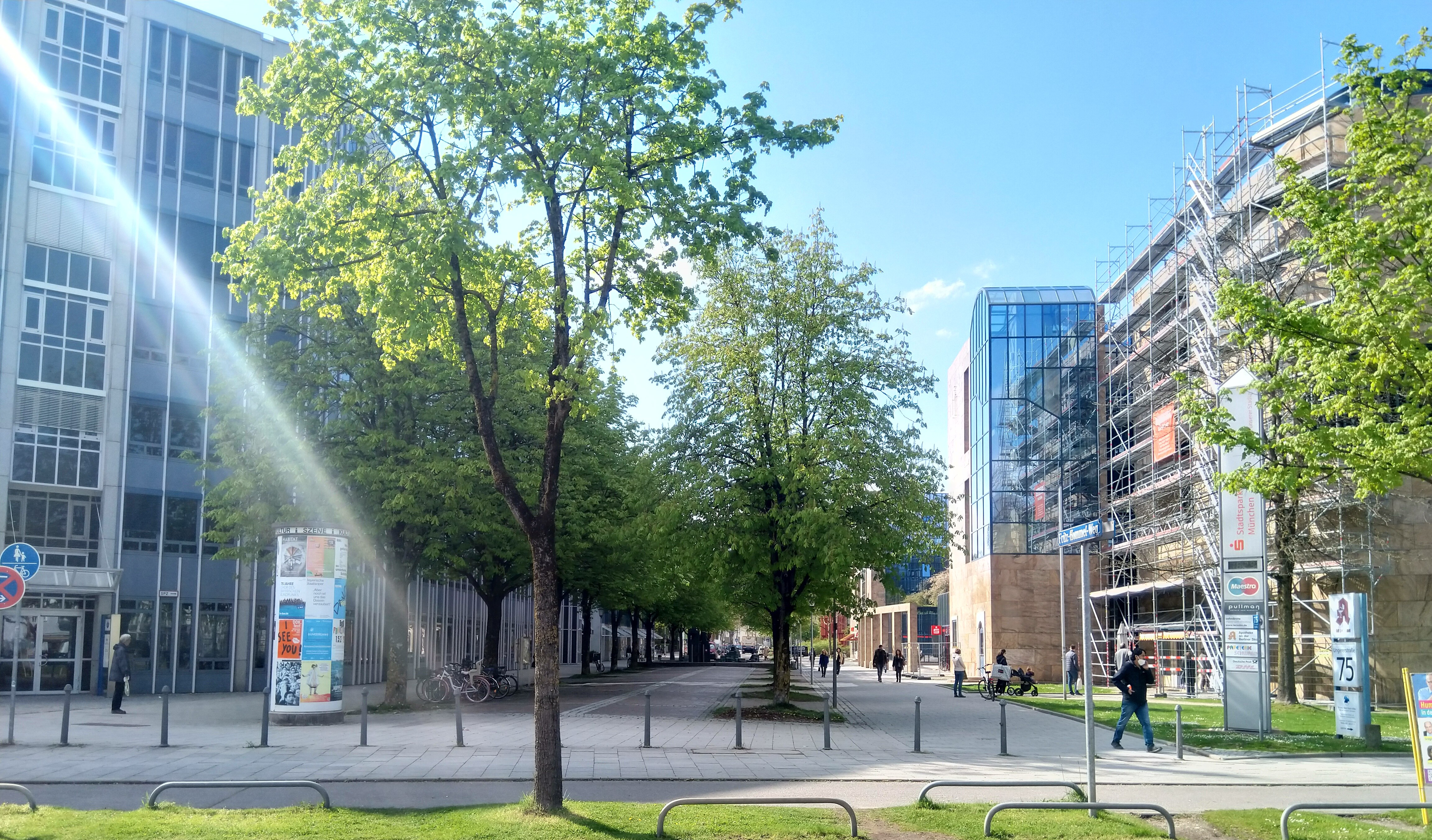
Fritz-Hommel-Weg, südlich vor der Sparkassenzentrale

Der Fritz-Hommel-Weg im Münchner Stadtteil Schwabing-Freimann vor der Zentrale der Stadtsparkasse ist nach ihm benannt.

## Schriften (Auswahl)
- Die äthiopische Übersetzung des Physiologus. Leipzig 1877.
- Die Namen der Säugethiere bei den südsemitischen Völkern: Als Beitrag zur arabischen und äthiopischen Lexicographie, zur semitischen Kulturforschung und Sprachvergleichung und zur Geschichte der Mittelmeerfauna. Mit steter Berücksichtigung auch der assyrischen und hebräischen Thiernamen und geographischen und literaturgeschichtlichen Excursen. Leipzig 1879.
- Zwei Jagdinschriften Asurbanipals. Leipzig 1879.
- Die semitischen Völker und Sprachen. Bd. 1 Leipzig 1883.
- Die älteste arabische Barlaam-Version. Wien 1887.
- Abriß der Geschichte des alten Orients. Nördlingen 1887.
- Geschichte Babyloniens und Assyriens. Grote’sche Verlagsbuchhandlung, Berlin 1885, urn:nbn:de:bsz:14-db-id18512844949.
- Der babylonische Ursprung der ägyptischen Kultur. München 1892.
- Aufsätze und Abhandlungen arabistisch-semitologischen Inhalts Bd. I–III. München 1892–1901.
- Südarabische Chrestomathie. München 1893.
- Sumerische Lesestücke. München 1894.
- Die altisraelische Überlieferung in inschriftlicher Beleuchtung. München 1896.
- Geschichte des alten Morgenlandes. Leipzig 1904.
- Der Gestirndienst der alten Araber und die altisraelische Überlieferung. München 1900.
- Vier neue arabische Landschaftsnamen im Alten Testament. München 1901.
- Zweihundert sumero-türkische Wortvergleichungen als Grundlage zu einem neuen Kapitel der Sprachwissenschaft. München 1915 (Digitalisat).
- Zu den Quellen der ältesten Kräuterbüchern. In: Festschrift für Alexander Tschirch zu seinem 70. Geburtstag. Leipzig 1926, S. 72–79.
- Philomusus anonymus. In: Albert Hartmann (Hrsg.): Festschrift für Georg Leidinger, zum 60. Geburtstag am 30. Dez. 1930. Schmidt, München 1930, S. 119–122.